# Ferdinando Trabattoni
Ferdinando Trabattoni, soprannominato Nando (Milano, 28 maggio 1903 – Milano, 9 novembre 1980), è stato un calciatore italiano, di ruolo attaccante.

## Carriera
Ha giocato nel Milan dal 1921 al 1923, facendo il suo esordio in massima serie il 5 giugno 1921 in Milan-Novara (2-3); in carriera ha giocato complessivamente 6 partite in massima serie, con anche un gol segnato.
Non risulta avere rapporti di parentela con i calciatori Trabattoni del Monza, i quali erano fratelli gemelli della classe 1898.
È stato sepolto al Cimitero Maggiore di Milano; in seguito i suoi testi sono stati tumulati in una celletta.